# سقوط قلعه مونتفورت
سقوط قلعه مونتفورت (انگلیسی: Fall of Montfort Castle) بخشی از لشکرکشی بیبرس بندقداری برای بازپس‌گیری اراضی باقی‌مانده در کنترل پادشاهی اورشلیم بود که با پیروزی ممالیک و سقوط مرکز و پایگاه شوالیه‌های تتونیک به پایان رسید.